# Hypoxis occidentalis
Hypoxis occidentalis là một loài thực vật có hoa trong họ Hypoxidaceae. Loài này được Benth. mô tả khoa học đầu tiên năm 1873.